# Shinya Tasaki
 (septembre 2009).
Si vous disposez d'ouvrages ou d'articles de référence ou si vous connaissez des sites web de qualité traitant du thème abordé ici, merci de compléter l'article en donnant les références utiles à sa vérifiabilité et en les liant à la section « Notes et références ».
Shinya Tasaki (Tasaki Shinya (田崎真也), né le 21 mars 1958) à Tōkyō est un sommelier japonais élu « Meilleur sommelier du monde 1995 ».

## Biographie
Shinya Tasaki a été sommelier puis chef sommelier à Tōkyō, successivement aux restaurants « Bell France », « Kissou », « Hotel Seiyo Ginza »…

## Palmarès
- 1981 - Second Meilleur sommelier du Japon
- 1983 - Meilleur sommelier du Japon
- 1995 - Meilleur sommelier du Monde (ASI)